# Monferrina
La monferrina è un'antica danza popolare originaria del Monferrato. È caratterizzata da un tempo di 6/8.
La monferrina è diffusa nell'Italia del Nord con appellativi diversi: manfrina, manfrone (nei balli staccati dell'Appennino bolognese) e danzata con schemi differenti, sovente di gruppo.
Dal titolo di questa danza deriva l’espressione italiana “fare la manfrina”, che significa “fare una messinscena allo scopo di ottenere qualcosa, convincere o coinvolgere qualcuno”.

## Monferrina delle Quattro Province
Caratteristica è la versione diffusa nelle Quattro province, dove può essere ballata in coppia o in cerchio.
Nel ballo di coppia lo schema comprende una parte di polca a saltini, un balletto di fronte tenendosi per la mano, scambio di posto tra i danzatori e un altro balletto, si ripete da capo. Le coppie si muovono su un ampio cerchio che procede in senso antiorario.
In cerchio: i ballerini si tengono per mano, a coppie (uomo/donna). Si comincia con una passeggiata (in senso antiorario) con il passo tipico delle Quattro Province; ci si ferma e ogni cavaliere fa coppia con la dama alla sua sinistra; la coppia esegue un balletto in posizione frontale e staccata; i ballerini, dandosi il braccio destro, avanzano formando una nuova coppia che esegue un altro balletto; si ripete lo schema per tre volte. Stesso schema dell'alessandrina.
Il passo che caratterizza questi balli esiste, con questa struttura, solo in suddetta zona e dà il caratteristico movimento a queste danze. Composto di tre appoggi, il primo lungo (in levare) e gli altri due corti con rimbalzo, obbliga a staccare velocemente i piedi da terra e dà la possibilità ai ballerini di muoversi, come spesso succede, su terreni disagevoli come selciati, prati, vie, cortili. La velocità delle musiche e la difficoltà del passo richiedono discrete doti atletiche e di coordinazione, che rendono questo repertorio molto apprezzato dai bravi danzatori e discretamente conosciuto anche all'estero, in particolare in Francia.
Come tutte le danze di questa zona viene suonata da una coppia di suonatori con piffero e fisarmonica.

## Balli staccati
Nei balli staccati dell'Appennino bolognese la manfrina viene danzata in coppia (doppietto), in quartetto (manfrina alla modenese, ven Mingon, runcastelda) o in gruppo. Questa versione viene chiamata manfrone, tra i più noti patrioti e la veneziana, viene eseguita in cerchio, da coppie a cortege, e se il numero dei danzatori è elevato non viene seguita dalla tresca per motivi di spazio.